# Hanvoile
Hanvoile ist eine französische Gemeinde mit 654 Einwohnern (Stand 1. Januar 2022) im Département Oise in der Region Hauts-de-France. Die Gemeinde liegt im Arrondissement Beauvais und ist Teil der Communauté de communes de la Picardie Verte und des Kantons Grandvilliers.

## Geographie
Die Gemeinde, ein Straßendorf im Pays de Bray, liegt rund sieben Kilometer südöstlich von Songeons am Bach Ruisseau d’Hanvoile, der zum Thérain fließt.

## Geschichte
Die Herrschaft bestand seit dem 9. Jahrhundert.

## Einwohner
| 1962 | 1968 | 1975 | 1982 | 1990 | 1999 | 2006 | 2011 |
| ---- | ---- | ---- | ---- | ---- | ---- | ---- | ---- |
| 363  | 392  | 384  | 407  | 432  | 502  | 574  | 622  |

## Verwaltung
Bürgermeister (maire) ist seit 2014 Laurent Daniel.

## Sehenswürdigkeiten
- Kirche Saint-Georges[1] (siehe auch: Liste der Monuments historiques in Hanvoile)